# Justus Bockemühl
Justus Bockemühl (* 15. September 1930 in Solingen; † 7. September 1983 in Düsseldorf) war ein deutscher Jurist, Heimatforscher und Autor zur Frühgeschichte des Herzogtums Berg.

## Leben
Bockemühl wurde als Sohn des evangelisch-reformierten Pfarrers Peter Bockemühl, der als Mitglied der Bekennenden Kirche in Konflikt mit den nationalsozialistischen Machthabern geriet und 1949 Superintendent des Kirchenkreises Wuppertal-Elberfeld wurde, in Solingen geboren. Kindheit und Jugend verbrachte er im nahen Wuppertal-Cronenberg.
Nach einem von der britischen Militärregierung vermittelten Auslandsschuljahr am englischen Dover College im Jahre 1948 machte er 1950 am neusprachlichen Gymnasium an der Aue in Wuppertal-Elberfeld sein Abitur.
Bei der Wahl Geschichtswissenschaften oder Rechtswissenschaften zu studieren, entschied er sich für Jura, da er mit der Rechtsgeschichte beide Interessenlagen bedienen konnte. Im Jahre 1958 promovierte er an der Universität Köln mit der Dissertationsschrift „Die Surrogationsformeln des Bürgerlichen Gesetzbuches“ zum Dr. jur. Nach seinem ebenfalls 1958 abgelegten zweitem juristischen Staatsexamen arbeitete er ab 1965 als Notar in Wermelskirchen, anschließend war er von 1976 bis zu seinem Tode Notar in Wuppertal-Barmen. Sein Amtsnachfolger war Wolfgang Baumann.
Schon während des Studiums befasste er sich mit heimatgeschichtlichen Themen. Er befasste sich zunächst mit der Orts- und Kirchengeschichte Cronenbergs und erschloss durch seine methodische Arbeit und die Erschließung neuer Quellen neue Erkenntnisse, die in zahlreichen Veröffentlichung und Vorträgen Aufmerksamkeit errangen. Sein Jurastudium half ihm dabei beträchtlich, denn ein Großteil der überlieferten mittelalterlichen Urkunden behandelten Verträge, Prozesse, Schiedsgerichtsentscheidungen Verwaltungsakte und sonstige Rechtsgeschäfte, die sich teilweise nur von einem Juristen mit Kenntnis der mittelalterlichen Rechtsordnung im vollen Umfang erschließen lassen.
Seine Forschungen und Veröffentlichungen befassten sich auch mit dem Gebiet der Rechtsgeschichte, insbesondere der Geschichte des Notariatswesens. Veröffentlichungen erschienen unter anderem in der Deutschen Notar-Zeitschrift und in der Festschrift des Oberlandesgerichts Düsseldorf.
Neben seiner beruflichen Tätigkeit wirkte er auch im Vorstand des Altenberger-Dom-Vereins, im Hauptvorstand des Bergischen Geschichtsvereins und als Vorsitzender der Abteilung Wermelskirchen des Bergischen Geschichtsvereins. Bockemühl war verheiratet.
Sein umfangreicher Nachlass zur Geschichtsforschung befindet sich im Stadtarchiv Solingen und im Archiv des BGV Wermelskirchen.

## Ehrungen
- 1978 Rheinlandtaler für die wissenschaftliche Erforschung der bergischen Geschichte als rheinische Kulturpflege

## Werke (Auswahl)
- Justus Bockemühl: Die Anfänge von Reformiert Cronenberg, in: Monatshefte für evangelische Kirchengeschichte des Rheinlandes 2 (1953), S. 129–135.
- Justus Bockemühl: Die Surrogationsformeln des Bürgerlichen Gesetzbuches, Diss. jur. masch. Köln 1958.
- Justus Bockemühl: „Patronatsrechte“ einer reformierten Gemeinde an einer anderen reformierten Gemeinde? Ein Beitrag zur Geschichte der Beteiligung der Elberfelder Gemeinde an der Besetzung der Cronenberger Pfarrstelle, in: Monatshefte für evangelische Kirchengeschichte des Rheinlandes 8 (1959), S. 177–189.
- Justus Bockemühl: Die Amtszeit des Cronenberger Pfarrers Friedrich Keppel (1582–1613). Ein Beitrag zur Geschichte der Gemeindebildung in „öffentlichen“ Gemeinden, in: Monatshefte für evangelische Kirchengeschichte des Rheinlandes 15 (1966), S. 109–126.
- Justus Bockemühl: Der Grabstein des Grafen Adolf von Berg, Stifter des Klosters Altenberg, und seine bisherige Bedeutung für die Genealogie des Herrscherhauses, in: Justus Bockemühl, Karl Eckert: Zwei Altenberger Grabsteine, Bergisch Gladbach 1970, S. 11–75.
- Weltgeschichte am Rhein erlebt: 1770–1815. Erinnerungen des Rheinländers Christoph Wilhelm Henrich Sethe aus der Zeit des europäischen Umbruchs, hg. von Adolf Klein und Justus Bockemühl, Köln 1973.
- Justus Bockemühl: Mit Federkiel und Streusandbüchse. Anfänge und Wirkungsfelder des öffentlichen Notariats in Köln, in: Justitia Coloniensis. Landgericht und Amtsgericht Köln erzählen ihre Geschichte, hg. von Adolf Klein und Günter Rennen unter Mitarbeit von Hermann Josef Goebel, Köln 1981, S. 259–284.
- Justus Bockemühl: Von der Bedeutung des Dekrets über die Organisation des Notariatswesens im Großherzogtum Berg vom 29. Januar 1811 für die Entwicklung des modernen Notariats in Deutschland, in: Heinrich Wiesen (Hg.): 75 Jahre Oberlandesgericht Düsseldorf: Festschrift, Köln u. a. 1981, S. 285–293.
- Justus Bockemühl: Cronenberg (1582–1982). Geschichte einer Kirchengemeinde im Spiegel einer Ausstellung, in: Mitteilungen des Stadtarchivs, des Historischen Zentrums und des Bergischen Geschichtsvereins, Abteilung Wuppertal 7 (1982), 3, S. 10–22.
- Justus Bockemühl: Adelsüberlieferung und Herrschaftsstrukturen: Gedanken zur Geschichte des Bergischen Landes im 11. Jahrhundert. Aus dem Nachlass für den Druck bearb. von Peter Arnold Heuser. Hg. von den Abteilungen Remscheid und Wermelskirchen des Bergischen Geschichtsvereins e.V. und dem Altenberger Dom-Verein, Remscheid 1987; ISBN 3-924224-07-2.
- Cronenberger Städteatlas, bislang unveröffentlichtes Fragment.